# Michaelnbach
Michaelnbach ist eine Gemeinde in Oberösterreich im Bezirk Grieskirchen im Hausruckviertel mit 1301 Einwohnern (Stand 1. Jänner 2025).

## Geografie
Michaelnbach liegt auf 394 m Höhe im Hausruckviertel. Die Ausdehnung beträgt von Nord nach Süd 5,7 km, von West nach Ost 6,5 km. Die Gesamtfläche beträgt 23 km². 9,5 % der Fläche sind bewaldet, 82,3 % der Fläche sind landwirtschaftlich genutzt.

### Gemeindegliederung
Das Gemeindegebiet umfasst folgende 32 Ortschaften (in Klammern Einwohnerzahl Stand 1. Jänner 2025):
- Aichet bei Grub (20)
- Aichet bei Kiesenberg (22)
- Armau (21)
- Gaisedt (17)
- Grub (32)
- Haid (68)
- Haus (66)
- Hilpetsberg (18)
- Holzing (15)
- Kiesenberg (33)
- Krumbach (21)
- Mairdoppl (33)
- Michaelnbach (456)
- Minithal (53)
- Niederwödling (30)
- Oberfurth (16)
- Oberreitbach (16)
- Oberspaching (50)
- Pollesbach (10)
- Reichenau (23)
- Schappenedt (31)
- Schickenedt (16)
- Schmidgraben (25)
- Schölmlahn (54)
- Seiblberg (20)
- Spöck (4)
- Stefansdorf (3)
- Stockedt (25)
- Unterfurth (1)
- Unterreitbach (41)
- Weiking (16)
- Zelli (45)

Die Gemeinde besteht aus den Katastralgemeinden Grub, Haus und Michaelnbach.
Die Gemeinde liegt im Gerichtsbezirk Grieskirchen.

### Nachbargemeinden
| Peuerbach | Waizenkirchen                               | Prambachkirchen (Bez. Eferding) |
| Pötting   | Kompassrose, die auf Nachbargemeinden zeigt | St. Thomas                      |
|           | Tollet                                      | Pollham                         |

## Geschichte

### Ortsgeschichte
Eine große Anzahl von Orts- und Flurnamen in Michaelnbach hat keltischen oder römischen Ursprung und lässt auf eine Besiedelung um etwa 500 v. Chr. schließen. Im Jahr 15 v. Chr. wurde das Gebiet von den Römern übernommen und 41 – 54 n. Chr. offiziell zur römischen Provinz erklärt. Nach der Auflösung der römischen Herrschaft Ende des 5. Jahrhunderts und der darauf folgenden Völkerwanderung vermischte sich die ansässige keltische Bevölkerung vorwiegend mit Baiern, aber auch mit den verbliebenen Romanen sowie den Resten germanischer Stämme aus der Zeit der Völkerwanderung. Durch die bayerische Siedlungstätigkeit entstanden Einzelgehöfte und Weiler und jenes Landschaftsbild, das heute noch die Gemeinde prägt.
Urkundlich erstmals erwähnt wird der Ort um das Jahr 1130 mit der Bezeichnung „michilpach“. Der Name leitet sich von mittelhochdeutsch michel ab und bedeutet „groß“. Mitte des 12. Jahrhunderts erhielten die von den Herren von Julbach abstammenden Schaunberger von Kaiser Friedrich Barbarossa einträgliche Reichslehen, und es entstand eine Grafschaft mit eigenem Landrecht und Sonderstellung im Herzogtum Österreich ob der Enns. Das zwischen dem Herzogtum Bayern und Österreich liegende Schaunberger Landl, zu dem auch Michaelnbach gehörte, behielt bis ins 16. Jahrhundert seine Eigenständigkeit, Hochgerichtsbarkeit und Vogtei. In einem Urbar der nur rund 10 km entfernt liegenden Schaunburg sind zahlreiche Freieigner aus Michaelnbach verzeichnet, die den Schaubergern als Vasallen zur Verfügung standen. Im 14. Jahrhundert mussten die Schaunberger die Lehenshoheit der Habsburger anerkennen. Die Familie starb 1559 mit Graf Wolfgang im Mannesstamm aus. Das „Schaunberger Landl“ erbte großteils seine Schwester Anna die mit Erasmus I. von Starhemberg verheiratet war. Die Bezeichnung „Landl“ ist für das Hausruckviertel aber bis heute gebräuchlich.
Von 1559 bis 1624 war die Pfarre Michaelnbach evangelisch und bekam 1628 nach 4-jähriger Seelsorgerlosigkeit und den Aufständen im Jahre 1626 abermals einen katholischen Vikar vorgesetzt.
Während der Napoleonischen Kriege war der Ort mehrfach besetzt und wurde im Friedensvertrag von Schönbrunn (1809) an Bayern abgetreten. Die offizielle Übergabe an König Max I. Josef von Bayern erfolgte am 19. September 1810. Die Grenze zwischen Österreich und Bayern verlief mitten durch das Gemeindegebiet, dabei kam die gesamte Ortschaft Michaelnbach in Bayern zu liegen. Die Ortschaften Stephansdorf, Seiblberg und Oberspaching wurden verwaltungsmäßig dem bayerischen Unter-Donaukreis unterstellt, die übrigen, westlich des Michaelnbachs liegenden und bayrisch gewordenen Ortschaften dem Salzachkreis. Offiziell traten auch am 1. Mai 1816 die alten Grenzen, wie im Vertrag von München festgelegt, wieder in Kraft. Die Praxis sah jedoch gänzlich anders aus. Im Taufbuch der Pfarre Michaelnbach enden die Einträge der in Österreich verbliebenen und in die Pfarre St. Thomas eingebundenen Ortschaften nicht 1809, sondern erst ab Mitte des Jahres 1811 und sie beginnen wieder um die Mitte des Jahres 1821. Das Ende der getrennten Pfarre ist im Sterbebuch dokumentiert. Pfarrer Summer schrieb dort: „Vermög allerhöchster Entschließung Se. Majestät soll diese durch fast 12 Jahre geteilte Pfarr, vom 1. November 821 angefangen, wieder, wie sie war vor 809, vereinigt seyn.“
Im Ersten Weltkrieg verloren 31 Michaelnbacher ihr Leben, im Zweiten Weltkrieg gab es 77 Kriegstote.
Michaelnbach war bis 1923 Teil des Gerichtsbezirkes Waizenkirchen und wurde nach der Auflösung dieses Gerichtsbezirkes dem Gerichtsbezirk Grieskirchen zugeschlagen. Gleichzeitig wurde die Gemeinde aus dem Bezirk Eferding herausgelöst und Teil des Bezirks Grieskirchen.
Mit 1. Jänner 2019 begann die Zusammenarbeit der Gemeinden Michaelnbach, Pollham und St. Thomas in einer Verwaltungsgemeinschaft.

### Einwohnerentwicklung
1991 hatte die Gemeinde laut Volkszählung 1.177 Einwohner. Durch die positive Geburtenbilanz stieg die Bevölkerungszahl bis 2001 trotz leichter Abwanderung auf 1.230. Von 2001 bis 2011 waren sowohl die Geburtenbilanz als auch die Wanderungsbilanz positiv, sodass die Einwohnerzahl auf 1.278 Personen stieg.

## Kultur und Sehenswürdigkeiten

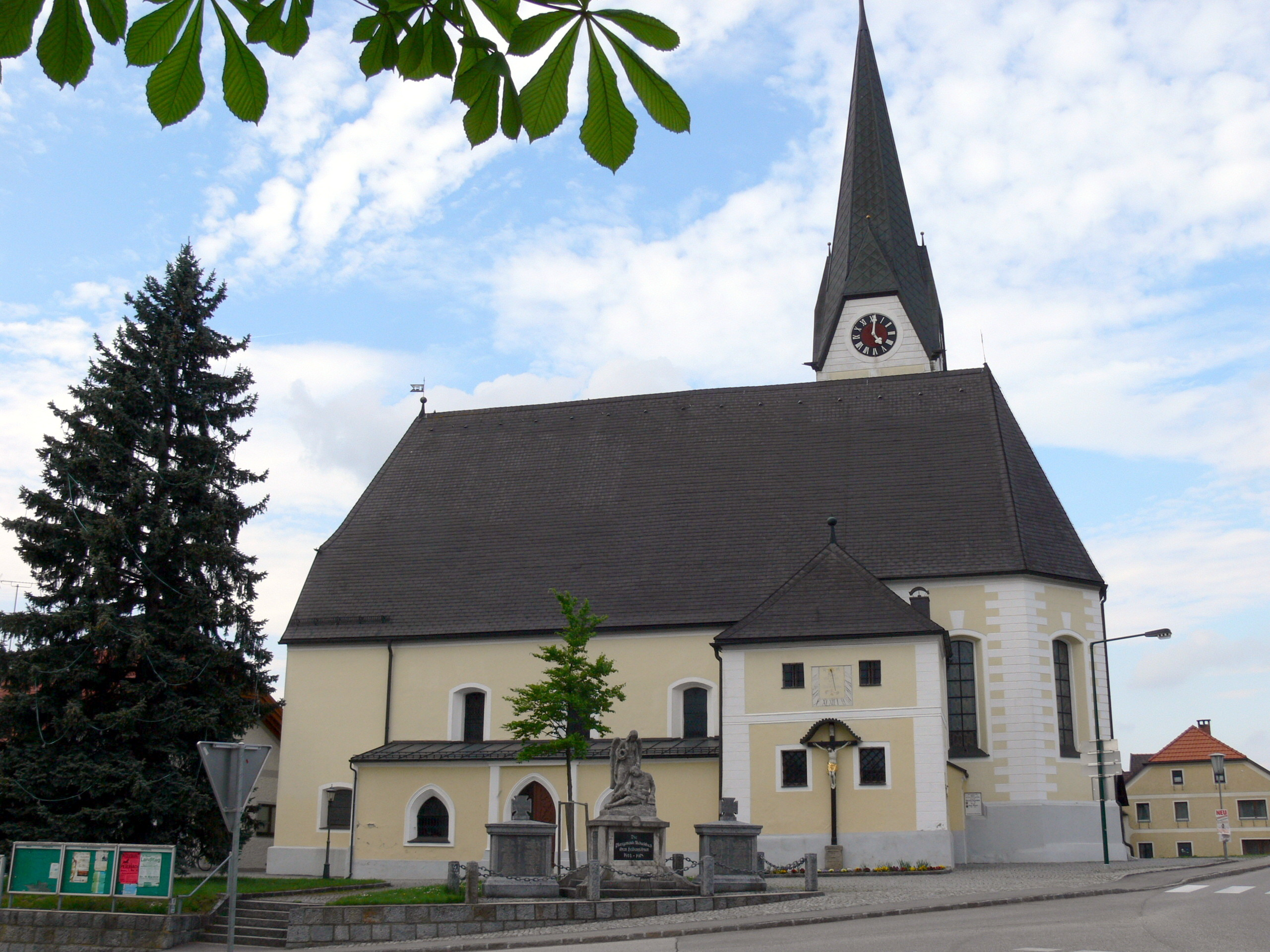
Pfarrkirche Michaelnbach

- Die spätgotische Pfarrkirche Michaelnbach hat spätgotische Bildwerke Heilige Sippe und Kreuztragung Christi. Die zweischiffige Hallenkirche ist damit baugleich mit der Pfarrkirche Heiligenberg. Die Ölberggruppe an der Kirche ist barock.

## Wirtschaft und Infrastruktur
Michaelnbach ist eine ländliche Gemeinde mit geringem Waldanteil. Liegt der Waldanteil in Öberösterreich bei 37 Prozent, im Bezirk Grieskirchen bei 17 Prozent so hat die Gemeinde nur 9 Prozent Wald. Im Jahr 2010 befanden sich 83 landwirtschaftliche Betriebe in Michaelnbach, davon waren 53 Vollerwerbsbauern.
Von den 634 Erwerbstätigen, die 2011 in Michaelnbach lebten, arbeiteten 150 in der Gemeinde, 484 pendelten aus.

### Lokale Einrichtungen
Trotz seiner geringen Größe bietet die Gemeinde neben einem Kindergarten und einer Volksschule eine gute Nahversorgung mit Bäcker, Lebensmittelgeschäft, Gasthäusern, Tankstelle und Friseur.

### Verkehr
- Eisenbahn: Südlich der Gemeinde verläuft die Passauer Bahn. Zum nächsten Bahnhof Grieskirchen besteht eine Busverbindung. Von der Haltestelle Niederspaching, die knapp nördlich des Gemeindegebietes liegt, gibt es stündliche Verbindungen nach Neumarkt-Kallham und nach Eferding.[9]
- Straße: Nach Michaelnbach führen nur Landesstraßen. Südlich der Gemeinde verläuft  die Innviertler Straße B137 im Norden die  Eferdinger Straße B129.

## Politik

### Gemeinderat
Der Gemeinderat hat 13 Mitglieder. 
- Mit den Gemeinderats- und Bürgermeisterwahlen in Oberösterreich 2003 hatte der Gemeinderat folgende Verteilung: 13 ÖVP, 4 SPÖ und 2 FPÖ. (19 Mandate)
- Mit den Gemeinderats- und Bürgermeisterwahlen in Oberösterreich 2009 hatte der Gemeinderat folgende Verteilung: 14 ÖVP, 3 SPÖ und 2 FPÖ. (19 Mandate)
- Mit den Gemeinderats- und Bürgermeisterwahlen in Oberösterreich 2015 hatte der Gemeinderat folgende Verteilung: 12 ÖVP, 5 FPÖ und 2 SPÖ. (19 Mandate)
- Mit den Gemeinderats- und Bürgermeisterwahlen in Oberösterreich 2021 hat der Gemeinderat folgende Verteilung: 8 ÖVP und 5 FPÖ (13 Mandate).[10]

### Bürgermeister
- seit 2002 Martin Dammayr (ÖVP)[11]

### Wappen
Das Gemeindewappen ist auf das heraldische Attribut des Hl. Michael (Flammenschwert) und das Symbol für Wasser (Bach) abgestimmt. Es steht im engen Bezug zum Ortsnamen und wurde der Gemeinde anlässlich der 850-Jahr-Feier im Jahre 1980 von der oberösterreichischen Landesregierung verliehen.
Blasonierung: In Blau ein weißer, diagonal ansteigender Wellenbalken, belegt mit einem roten Flammenschwert mit schwarzem Griff. Die Gemeindefarben sind  Rot-Weiß-Schwarz.

## Persönlichkeiten

### Söhne und Töchter der Gemeinde
- Joseph Lanz (1797–1873), Komponist und Musiktheoretiker
- Otto Hamann (1882–1948), Arzt, Schriftsteller und Volksbildner

### Mit der Gemeinde verbundene Persönlichkeiten
- Christa Koinig (* 1945), Autorin, Kulturmanagerin, Puppenspielerin